# Ken Mehlman
Kenneth Brian Mehlman dit Ken Mehlman, né le 21 août 1966 à Baltimore, est un avocat et un homme politique américain, président du Comité national républicain de 2005 à 2007. Il est directeur de campagne de George W. Bush lors de l'élection présidentielle de 2004.

## Biographie

### Famille et études
Ken Mehlman est le fils de Judith A. Mehlman et de Arthur S. Mehlman, directeur de MuniMae.
Il est diplômé en droit de l'université Harvard en 1991. Il est membre de la fraternité de Phi Kappa Tau et commence sa carrière professionnelle au sein de grands cabinets d'avocats de Washington, D.C., d'abord comme avocat spécialisé en droit de l'environnement.

### Carrière politique
Il participe à sa première campagne électorale en 1990 : celle de William Weld, candidat républicain au poste de gouverneur du Massachusetts. Il participe à différentes campagnes républicaines en Ohio, en Virginie, au Texas et en Géorgie ainsi qu'aux campagnes présidentielles de 1992 et 1996.
En 2000, Ken Mehlman participe à la campagne présidentielle de George W. Bush. Il devient ensuite son directeur des affaires politiques à la Maison-Blanche. En 2004, il dirige sa campagne présidentielle.
En janvier 2005, il reçoit le prix de « Directeur de campagne de l'année » par l'association américaine des consultants politiques pour son organisation de la campagne présidentielle de George W. Bush.

#### Président du RNC
Le 19 janvier 2005, candidat soutenu par la Maison-Blanche, il est élu au poste de directeur du Comité national républicain (National Republican Committee) et succède à Ed Gillespie.
Son mandat est marqué par les excuses officielles qu'il présente à la NAACP au nom du Parti républicain pour ne pas avoir davantage soutenu les lois sur les droits civiques en 1964.
En novembre 2006, il annonce qu'il ne postulera pas pour un second mandat et présente sa démission après des mauvais résultats électoraux du parti. Il est remplacé en 2007 par Mel Martínez et Mike Duncan.

## Homosexualité et rôle politique
Dans les années 2000, Mehlman est célibataire et son orientation sexuelle est débattue par la presse à la suite d'une interview au Gay People's Chronicle de l'Ohio. Bien qu'il ait nié être homosexuel, l'humoriste Bill Maher, voulant démontrer l'hypocrisie des conservateurs américains, affirme en novembre 2006 que Ken Mehlman était homosexuel « ce que tout Washington sait ».
Le 25 août 2010, Mehlman fait son coming out, en disant « cela m'a pris 43 ans pour vivre sereinement avec cet aspect de ma personnalité ».
En 2012, il reconnaît les dommages causés par les campagnes contre l'égalité du mariage auxquelles il a pris part et présente ses excuses.